# Madre de Dios (barco)
El navío Madre de Dios (Madre de Deus) fue una carraca portuguesa que en agosto de 1592 fue capturado por una flota inglesa en un episodio menor de la guerra anglo-española de 1585-1604; la unión de España y Portugal bajo el reinado único de Felipe II motivó que las naves portuguesas fueran también objetivo de los corsarios ingleses. La captura del Madre de Deus tuvo una gran relevancia histórica porque, además de un tesoro importante, a bordo había un derrotero con información crítica sobre las rutas comerciales con las Indias Orientales que los ingleses ignoraban hasta entonces.
La nave, de 1600 toneladas, regresaba de las Indias Orientales cargada con joyas y especias valoradas en un millón de libras esterlinas, cuando fue interceptada a la altura de la isla de Flores, en el archipiélago de las Azores, por seis navíos de la armada inglesa que la atacaron y capturaron fácilmente; en los primeros momentos tras su abordaje la carraca fue saqueada por los marineros ingleses, lo que posteriormente motivaría conflictos entre ellos por el reparto del botín. Tras su captura la nave fue conducida a Inglaterra.
La información contenida en el derrotero del Madre de Deus fue instrumental en la formación del Imperio Británico, específicamente a través de la Compañía de las Indias Orientales.